# 懷特萊克鎮區 (密歇根州)
懷特萊克鎮區（英語：White Lake Township）是位於美國密歇根州奧克蘭縣的一個特設鎮區。

## 地方資料
懷特萊克鎮區的面積為96.30平方千米，當中陸地面積為87.20平方千米，而水域面積為9.10平方千米。根據2020年美國人口普查的數據，當地共有人口30950人，而人口密度為每平方千米321.39人。